# Daryl Horgan
Daryl Horgan, né le 10 août 1992 à Galway, est un footballeur international irlandais qui évolue au poste de milieu de terrain au Dundalk Football Club.

## Biographie
Il participe avec le Dundalk FC à la Ligue Europa et aux tours préliminaires de la Ligue des champions.
Le 1er janvier 2017, il rejoint Preston North End. Il inscrit quatre buts en quarante-trois matchs avec Preston en l'espace une saison et demie.
Le 11 août 2018, Horgan s'engage pour trois ans avec le club écossais du Hibernian FC.
Le 5 janvier 2023, il est prêté à Stevenage.

## Palmarès

### En club
- Dundalk FC
  - Champion d'Irlande en 2014, 2015 et 2016.
  - Vainqueur de la Coupe d'Irlande en 2015
  - Vainqueur de la Coupe de la Ligue d'Irlande en 2014
  - Vainqueur de la Coupe du Président en 2015

### Distinctions personnelles
- Élu footballeur irlandais de l'année en 2016
- Élu meilleur jeune joueur irlandais de l'année en 2014
- Meilleur joueur du mois du championnat irlandais en mai 2014, mai 2015, mai 2016 et septembre 2016
- Membre de l'équipe-type du championnat irlandais en 2013, 2014, 2015 et 2016.